# Bramberg am Wildkogel
Bramberg am Wildkogel is een gemeente in de Oostenrijkse deelstaat Salzburger Land, en maakt deel uit van het district Zell am See.
Bramberg am Wildkogel telt 3922 inwoners en bestaat uit de volgende dorpen: Bicheln, Bramberg am Wildkogel, Dorf, Habach, Leiten, Mühlbach, Mühlberg, Obermühlbach, Schönbach, Schweinegg, Wenns, Weyer.
Bramberg maakt deel uit van Skiarena Wildkogel. Ook eindigt in Bramberg een van de langste rodelbanen van Europa.